# Gmina Nevesinje
Gmina Nevesinje (serb. Општина Невесиње / Opština Nevesinje) – gmina w Bośni i Hercegowinie, w Republice Serbskiej. W 2013 roku liczyła 12 542 mieszkańców.